# Integrative Geographie
Die Integrative Geographie (seltener auch Integrierte Geographie) ist derjenige Teil der Geographie, der sich mit Mensch-Umwelt-Beziehungen befasst. Sie stellt somit die Schnittstelle zwischen physischer Geographie und Humangeographie dar und wird neben diesen beiden auch als dritte „Säule“ der Geographie bezeichnet. Allerdings besitzt sie kein eigenes methodisches Instrumentarium, sondern stellt eine Kombination natur- und sozialwissenschaftlicher Forschung dar.

## Begriff und Konzeption
Obwohl Mensch-Umwelt-Beziehungen als Forschungsgegenstand in der Geographie eine lange Tradition haben, gibt es keine allgemeingültige Bezeichnung für eine Teildisziplin, die sich mit ihnen befasst. Ohnehin unterscheiden sich physische Geographie und Humangeographie in theoretischer wie methodischer Hinsicht inzwischen so stark voneinander, dass Versuche ihrer Synthese, wie sie insbesondere die Landschaftskunde betrieben hatte, als überholt gelten.
Der relativ junge Begriff „Integrative Geographie“ betont den prozessualen Charakter von Forschungspraxis, die natur- und sozialwissenschaftliche Ansätze miteinander kombiniert. Andere Bezeichnungen verweisen hingegen vor allem auf den Menschen als biotisches Lebewesen und dessen Umgang mit seiner natürlichen Umwelt, etwa Humanökologische Geographie oder Physische Anthropogeographie, oder sie betonen die Rolle des Menschen als Teil eines Ökosystems, wie dies bei Ökogeographie oder Umweltgeographie häufig der Fall ist. Letzterer Begriff findet, neben integrated geography, als environmental geography zunehmend im angloamerikanischen Raum Beachtung.

## Geschichte
Die Vorstellung eines Ansatzes, der die beiden großen Teilbereiche der Geographie vereinen könne, wurde oftmals thematisiert und diskutiert, nicht zuletzt in der Hoffnung auf ein Alleinstellungsmerkmal gegenüber anderen wissenschaftlichen Disziplinen. Zu den bekanntesten Vorschlägen gehört eine mit Geography as human ecology betitelte Rede von Harlan H. Barrows, die er 1922 als Präsident der Association of American Geographers gehalten hatte.
Wesentlich enger, nämlich als eine Schnittfelddisziplin zwischen Bevölkerungsgeographie und Biogeographie, sollte nach Karlheinz Paffen die physische Anthropogeographie definiert sein. Als deren Hauptproblem hatte Albrecht Penck bereits 1924 die Bevölkerungskapazität der Erde betrachtet, insbesondere hinsichtlich des Nahrungsbedarfs der Menschheit.
Mit der theoretischen und forschungsmethodischen Auseinanderentwicklung von Physio- und Humangeographie spätestens ab den 1970er Jahren zeigte sich einerseits, dass die Vorstellung einer fachlichen Einheit nicht zweckmäßig war, zumal Umweltprobleme nicht mehr einfach als Anpassungsprobleme des Menschen an seine Umgebung im Sinne der Humanökologie zu konzeptionieren waren. Andererseits machte genau dies die Notwendigkeit von integrativen Ansätzen deutlich. Während der Geomorphologe Richard J. Chorley hierfür systemanalytische Verfahren vorschlug, entwickelten sich aus der kritischen Humangeographie theoretische Ansätze wie die Politische Ökologie sowie später die geographische Adaption der Akteur-Netzwerk-Theorie.

## Themenfelder
Die Integrative Geographie ist in erster Linie über bestimmte Problemstellungen, die sich mit Fragen der Gesundheit und Nachhaltigkeit auseinandersetzen, und weniger durch klar abgrenzbare Themengebiete definiert. Mit der medizinischen Geographie sowie der geographischen Katastrophen- und Risikoforschung gibt es jedoch zwei Unterdisziplinen der Geographie, die ihr im Allgemeinen zugerechnet werden. Eng eingebunden ist die Geographie zudem in die integrative Erforschung von spezifischen Mensch-Umwelt-Systemen wie die Gebirgs-, die Küsten-, die Polar-, die Tropen- und die Wüstenforschung.